# Menhir de Pirmasens
Le menhir de Pirmasens (en allemand : menhir von Pirmasens), connu également sous les noms de « Der Lange Stein » (« La Longue Pierre »), de « Pirmanstein », de « Sant Pirmansstein » et de « Marstein », est un mégalithe datant du Néolithique situé près de la commune de Pirmasens, en Rhénanie-Palatinat (Allemagne).

## Situation
Le menhir se dresse à quelques centaines de mètres au sud-est de Pirmasens, dans une zone boisée située à proximité de la Alte Landstraße, entre Ruhbank, un Ortsteil de Pirmasens, et Lemberg.

## Description
Il s'agit d'un monolithe de grès rouge mesurant 1,84 m de hauteur pour 0,40 m de largeur et 0,40 m de profondeur.
En deux endroits, il semble avoir été brisé et réassemblé avec du ciment.

## Histoire
Le menhir a servi de borne frontière jusqu'au début des temps modernes.
Selon Otto Gödel, la pierre fut peut-être utilisée à l'époque romaine pour le culte du dieu Terminus, gardien des bornes.